# Sophronica bifuscomaculata
Sophronica bifuscomaculata là một loài bọ cánh cứng trong họ Cerambycidae.